# Luxemburgs voetbalelftal in 2015
Het Luxemburgs voetbalelftal speelde in totaal tien officiële interlands in het jaar 2015, waaronder zes wedstrijden in de kwalificatiereeks voor de EK-eindronde 2016 in Frankrijk. De ploeg stond voor het vijfde jaar op rij onder leiding van oud-international Luc Holtz, die in 2010 was aangetreden als opvolger van Guy Hellers. Op de FIFA-wereldranglijst zakte Luxemburg in 2015 van de 127ste (januari 2015) naar de 142ste plaats (december 2015).

## Balans
| Wedstrijden | Wedstrijden | Wedstrijden | Wedstrijden | Doelpunten | Doelpunten | Doelpunten | Punten |
| Gespeeld    | Winst       | Gelijk      | Verlies     | Voor       | Tegen      | Saldo      | Punten |
| ----------- | ----------- | ----------- | ----------- | ---------- | ---------- | ---------- | ------ |
| 10          | 2           | 1           | 7           | 5          | 20         | –15        | 0.500  |

## Interlands
|                                                             |                                                     |       |           |                                                                                     |
| 27 maart EK-kwalificatie № 547 «onderlinge duels» 20:45 uur | Slowakije                                           | 3 – 0 | Luxemburg | Štadión Pod Dubňom, Žilina Toeschouwers: 9.524 Scheidsrechter: Stephan Studer (SUI) |
| 27 maart EK-kwalificatie № 547 «onderlinge duels» 20:45 uur | Adam Nemec 10' Vladimír Weiss 21' Peter Pekarík 40' |       |           | Štadión Pod Dubňom, Žilina Toeschouwers: 9.524 Scheidsrechter: Stephan Studer (SUI) |

|                                                     |                  |       |                                       |                                                                                   |
| 31 maart Vriendschappelijk № 548 «onderlinge duels» | Luxemburg        | 1 – 2 | Turkije                               | Stade Josy Barthel, Luxemburg Toeschouwers: 3.653 Scheidsrechter: Sant Alan (MLT) |
| 31 maart Vriendschappelijk № 548 «onderlinge duels» | Mario Mutsch 30' |       | 4' Mevlüt Erdinç 87' Hakan Çalhanoğlu | Stade Josy Barthel, Luxemburg Toeschouwers: 3.653 Scheidsrechter: Sant Alan (MLT) |

|                                                   |           |       |          |                                                                                        |
| 9 juni Vriendschappelijk № 549 «onderlinge duels» | Luxemburg | 0 – 0 | Moldavië | Stade Josy Barthel, Luxemburg Toeschouwers: 1.122 Scheidsrechter: Daniel Siebert (GER) |
| 9 juni Vriendschappelijk № 549 «onderlinge duels» |           |       |          | Stade Josy Barthel, Luxemburg Toeschouwers: 1.122 Scheidsrechter: Daniel Siebert (GER) |

|                                                            |                                                            |       |           |                                                                           |
| 14 juni EK-kwalificatie № 550 «onderlinge duels» 18:00 uur | Oekraïne                                                   | 3 – 0 | Luxemburg | Arena Lviv, Lviv Toeschouwers: 21.635 Scheidsrechter: Arnold Hunter (NIR) |
| 14 juni EK-kwalificatie № 550 «onderlinge duels» 18:00 uur | Artem Kravets 49' Denys Harmasj 57' Jevhen Konopljanka 87' |       |           | Arena Lviv, Lviv Toeschouwers: 21.635 Scheidsrechter: Arnold Hunter (NIR) |

|                                                                |                       |       |           |                                                                          |
| 5 september EK-kwalificatie № 551 «onderlinge duels» 18:00 uur | Luxemburg             | 1 – 0 | Macedonië | Stade Josy Barthel, Luxemburg-Stad Scheidsrechter: Simon Lee Evans (WAL) |
| 5 september EK-kwalificatie № 551 «onderlinge duels» 18:00 uur | Sébastien Thill 90+2' |       |           | Stade Josy Barthel, Luxemburg-Stad Scheidsrechter: Simon Lee Evans (WAL) |

|                                                      |                                               |       |           |                                                                                |
| 8 september EK-kwalificatie № 552 «onderlinge duels» | Wit-Rusland                                   | 2 – 0 | Luxemburg | Borisov Arena, Borisov Toeschouwers: 3.482 Scheidsrechter: Slavko Vinčić (SLO) |
| 8 september EK-kwalificatie № 552 «onderlinge duels» | Mihail Hardzeichuk 34' Mihail Hardzeichuk 62' |       |           | Borisov Arena, Borisov Toeschouwers: 3.482 Scheidsrechter: Slavko Vinčić (SLO) |

|                                                                   |                                                                       |       |           |                                                                                             |
| 9 oktober Kwalificatie EK 2016 № 553 «onderlinge duels» 20:45 uur | Spanje                                                                | 4 – 0 | Luxemburg | Estadio Las Gaunas, Logroño Toeschouwers: 16.000 Scheidsrechter: Sébastien Delferière (BEL) |
| 9 oktober Kwalificatie EK 2016 № 553 «onderlinge duels» 20:45 uur | Santi Cazorla 42' Paco Alcácer 67' Paco Alcácer 80' Santi Cazorla 85' |       |           | Estadio Las Gaunas, Logroño Toeschouwers: 16.000 Scheidsrechter: Sébastien Delferière (BEL) |

|                                                                    |                                         |       |                                                                   |                                                                                             |
| 12 oktober Kwalificatie EK 2016 № 554 «onderlinge duels» 20:45 uur | Luxemburg                               | 2 – 4 | Slowakije                                                         | Stade Josy Barthel, Luxemburg-Stad Toeschouwers: 2.512 Scheidsrechter: Oliver Drachta (AUT) |
| 12 oktober Kwalificatie EK 2016 № 554 «onderlinge duels» 20:45 uur | Mario Mutsch 61' Lars Gerson 65' (pen.) |       | 24' Marek Hamšík 29' Adam Nemec 30' Róbert Mak 90+1' Marek Hamšík | Stade Josy Barthel, Luxemburg-Stad Toeschouwers: 2.512 Scheidsrechter: Oliver Drachta (AUT) |

|                                                        |                        |       |             |                                                                                  |
| 13 november Vriendschappelijk № 555 «onderlinge duels» | Luxemburg              | 1 – 0 | Griekenland | Parc des Sports, Oberkorn Toeschouwers: 1.894 Scheidsrechter: Tim Marshall (NIR) |
| 13 november Vriendschappelijk № 555 «onderlinge duels» | Aurélien Joachim 90+1' |       |             | Parc des Sports, Oberkorn Toeschouwers: 1.894 Scheidsrechter: Tim Marshall (NIR) |

|                                                        |           |                          |          |                                                                                           |
| 17 november Vriendschappelijk № 556 «onderlinge duels» | Luxemburg | 0 – 2                    | Portugal | Stade Josy Barthel, Luxemburg-Stad Toeschouwers: 8.031 Scheidsrechter: Tony Chapron (FRA) |
| 17 november Vriendschappelijk № 556 «onderlinge duels» |           | 30' André André 87' Nani |          | Stade Josy Barthel, Luxemburg-Stad Toeschouwers: 8.031 Scheidsrechter: Tony Chapron (FRA) |

## FIFA-wereldranglijst
| JAN | FEB | MAR | APR | MEI | JUN | JUL | AUG | SEP | OKT | NOV | DEC |
| --- | --- | --- | --- | --- | --- | --- | --- | --- | --- | --- | --- |
| 127 | 129 | 136 | 137 | 137 | 131 | 146 | 145 | 141 | 142 | 146 | 142 |

## Statistieken
| Jonathan Joubert    | 1979-09-12 | F91 Dudelange        | 10 | 0 | 0 | 83 | 0 |
| Verdediging         |            |                      |    |   |   |    |   |
| Maxime Chanot       | 1990-01-21 | KV Kortrijk          | 10 | 0 | 0 | 18 | 1 |
| Laurent Jans        | 1992-08-05 | RS Waasland-Beveren  | 10 | 0 | 0 | 28 | 0 |
| Kevin Malget        | 1991-01-15 | F91 Dudelange        | 5  | 2 | 0 | 10 | 0 |
| Tom Schnell         | 1985-10-08 | F91 Dudelange        | 5  | 1 | 0 | 46 | 0 |
| Ricardo Delgado     | 1994-02-22 | Jeunesse Esch        | 5  | 0 | 0 | 5  | 0 |
| Tom Laterza         | 1992-05-09 | CS Fola Esch         | 0  | 2 | 0 | 32 | 0 |
| Middenveld          |            |                      |    |   |   |    |   |
| Lars Krogh Gerson   | 1990-02-05 | GIF Sundsvall        | 9  | 1 | 1 | 51 | 4 |
| Mario Mutsch        | 1984-09-03 | FC St. Gallen        | 9  | 0 | 2 | 85 | 4 |
| Chris Philipps      | 1994-03-08 | Preußen Münster      | 8  | 1 | 0 | 29 | 0 |
| Ben Payal           | 1988-09-08 | CS Fola Esch         | 6  | 4 | 0 | 71 | 0 |
| Christopher Martins | 1997-02-19 | Olympique Lyon B     | 6  | 0 | 0 | 10 | 0 |
| Dwayn Holter        | 1995-06-15 | CS Fola Esch         | 3  | 2 | 0 | 11 | 0 |
| Mathias Jänisch     | 1990-08-27 | FC Differdange 03    | 2  | 0 | 0 | 42 | 1 |
| Sébastien Thill     | 1993-12-29 | Progrès Niedercorn   | 0  | 4 | 1 | 4  | 1 |
| Luca Duriatti       | 1998-02-11 | Swift Hesperange     | 0  | 1 | 0 | 1  | 0 |
| Aanval              |            |                      |    |   |   |    |   |
| Aurélien Joachim    | 1986-08-10 | White Star Brussel   | 8  | 0 | 1 | 59 | 8 |
| Stefano Bensi       | 1988-08-11 | CS Fola Esch         | 6  | 3 | 0 | 34 | 4 |
| Daniel da Mota      | 1985-09-11 | F91 Dudelange        | 4  | 5 | 0 | 68 | 4 |
| Maurice Deville     | 1992-07-31 | 1. FC Kaiserslautern | 3  | 5 | 0 | 26 | 2 |
| David Turpel        | 1992-10-19 | F91 Dudelange        | 1  | 5 | 0 | 19 | 1 |

FLF · A-internationals · Bondscoaches · Statistieken · Luxemburgs vrouwenelftal · Luxemburg U21 · Luxemburg U19 · Luxemburg U18 · Luxemburg U17 · Luxemburg U16
1911 – 1919 ·
1920 – 1929 ·
1930 – 1939 ·
1940 – 1949 ·
1950 – 1959 ·
1960 – 1969 ·
1970 – 1979 ·
1980 – 1989 ·
1990 – 1999 ·
2000 – 2009 ·
2010 – 2019 ·
2020 − 2029
OS 1920 · 
OS 1924 · 
OS 1928 · 
OS 1936 · 
OS 1948 · 
OS 1952
1911 · 
1912 · 
1913 · 
1914 · 
1915 · 1916 · 1917 · 1918 · 1919 · 
1920 · 
1921 · 1922 · 1923 · 
1924 · 
1925 · 1926 · 
1927 · 
1928 · 
1929 · 1930 · 1931 · 1932 · 1933 · 
1934 · 
1935 · 
1936 · 
1937 · 
1938 · 
1939 · 
1940 · 
1941 · 1942 · 1943 · 1944 · 
1945 · 
1946 · 
1947 · 
1948 · 
1949 · 
1950 · 
1952 · 
1952 · 
1953 · 
1954 · 
1955 · 
1956 · 
1957 · 
1958 · 
1959 · 
1960 · 
1961 · 
1962 · 
1963 · 
1964 · 
1965 · 
1966 · 
1967 · 
1968 · 
1969 · 
1970 · 
1971 · 
1972 · 
1973 · 
1974 · 
1975 · 
1976 · 
1977 · 
1978 · 
1979 · 
1980 · 
1981 · 
1982 · 
1983 · 
1984 · 
1985 · 
1986 · 
1987 · 
1988 · 
1989 · 
1990 · 
1991 · 
1992 · 
1993 · 
1994 · 
1995 · 
1996 · 
1997 · 
1998 · 
1999 · 
2000 · 
2001 · 
2002 · 
2003 · 
2004 · 
2005 · 
2006 · 
2007 · 
2008 · 
2009 · 
2010 · 
2011 · 
2012 · 
2013 · 
2014 · 
2015 ·
2016 ·
2017 ·
2018 ·
2019 ·
2020 ·
2021
Afghanistan ·
Albanië ·
Algerije ·
Armenië ·
Azerbeidzjan ·
België ·
Bosnië en Herzegovina ·
Brazilië ·
Bulgarije ·
Canada ·
Cyprus ·
DDR ·
Denemarken ·
(West-)Duitsland ·
Egypte ·
Engeland ·
Estland ·
Faeröer ·
Finland ·
Frankrijk ·
Gambia ·
Georgië ·
Griekenland ·
Hongarije ·
Ierland ·
IJsland ·
Israël ·
Italië ·
Japan ·
Joegoslavië ·
Kaapverdië ·
Kameroen ·
Kazachstan ·
Letland ·
Liechtenstein ·
Litouwen ·
Madagaskar ·
Malta ·
Marokko ·
Mexico ·
Moldavië ·
Montenegro ·
Myanmar ·
Nederland ·
Nigeria ·
Noord-Ierland ·
Noord-Macedonië ·
Noorwegen ·
Oekraïne ·
Oostenrijk ·
Polen ·
Portugal ·
Qatar ·
Roemenië ·
Rusland ·
San Marino ·
Saoedi-Arabië ·
Schotland ·
Senegal ·
Servië ·
Servië en Montenegro ·
Slovenië ·
Slowakije ·
Sovjet-Unie ·
Spanje ·
Thailand ·
Togo ·
Tsjechië ·
Tsjecho-Slowakije ·
Turkije ·
Uruguay ·
Verenigde Staten ·
Wales ·
Wit-Rusland ·
Zuid-Korea ·
Zweden ·
Zwitserland